# Гаїтянська революція

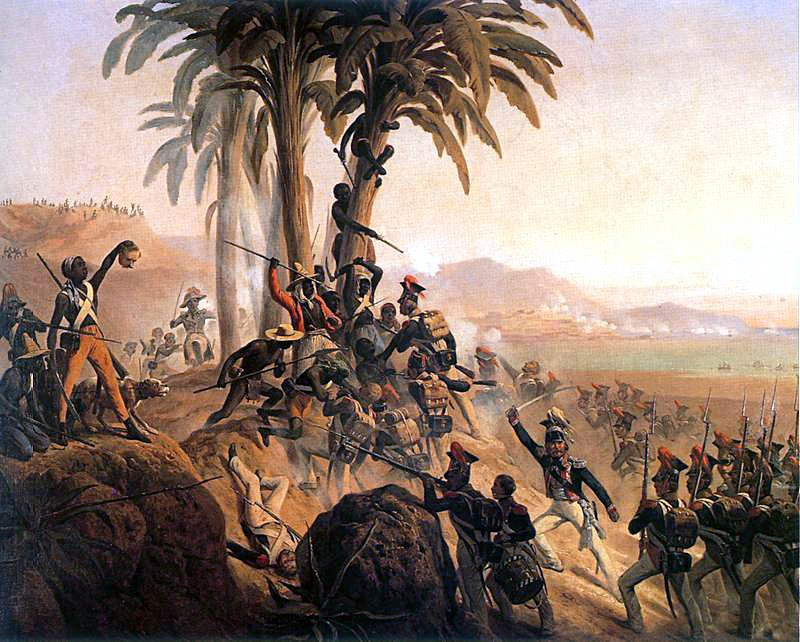

Гаїтянська революція (фр. Révolution haïtienne) охоплює події 1791—1804 років у тодішній французькій колонії Сен-Доменґ (фр. Saint-Domingue), які призвели до незалежності Гаїті. Вважається, що це перше вдале повстання рабів у сучасній історії.

## Ситуація напередодні Французької революції
На Сен-Доменґ, як і в більшості французьких колоній Карибського басейну, існувало три соціальні групи: білі («вища каста»), раби (переважно чорні, але частково також мулати) і вільні «кольорові» люди (фр. gens de couleur libres), тобто люди африканського походження, які не були рабами. Серед «кольорових» людей було багато мулатів. Чимало з них були багаті й отримали вишукану освіту. Попри це, їхній соціальний статус був нижчий від білих і вони не мали громадянських прав.
Сен-Доменґ була найбагатшою з французьких колоній Вест-Індії.

## Французька революція
Французька революція почалася 1789 року. У перші ж роки білі плантатори обрали Колоніальну асамблею для керування Сен-Доменґ. Вільних людей африканського походження (мулатів) — навіть найбагатших з них — не допустили ані до участі у виборах, ані до роботи Асамблеї.
Плантатори вимагали надати колонії більше автономії, зокрема, повне право торгівлі з британськими колоніями і США. Навпаки, небагаті білі (у більшості) виступали проти автономії.
Водночас вільні «не-білі» мешканці вимагали рівних прав з білими. На початку жодна з цих груп не вимагала скасування рабства.
Щодо рабів, вони почали сподіватися на волю. Спостерігаючи за суперечками вільного населення, багато з них прийшло до висновку, що прийшов час діяти.

## Повстання Венсана Оже
Венсан Оже (фр. Vincent Ogé) був мулатом. Він походив з багатої родини й здобув чудову освіту у Франції.
У 1790 році він активно вимагав рівних прав з білими для вільного «кольорового» населення. Після відмови він зібрав загін із 300 людей і підняв повстання. Повстання зазнало поразки. 25 лютого 1791 року Оже із соратником (Jean-Baptiste Chavannes) було колесовано. Страта Оже дала поштовх до збройних сутичок між білими та вільними «не-білими». Сутички відбувалися по всій території колонії й почали нагадувати громадянську війну. Зокрема, частину міста Порт-о-Пренс було спалено.

## Повстання рабів
14 серпня 1791 року в місцевості Буа-Кайман (фр. Bois-Caïman) на півночі колонії починається повстання рабів. Під час богослужіння вуду шаман Дутті Букман (Dutty Boukman) закликав повстати. За кілька днів повстання охопило всі плантації Півночі. Повстанці вбили близько тисячі білих.
Цікаво, що на початку повстанці вважали себе «військом короля Франції», якого «білі тримають у неволі в Парижі, тому що він хотів звільнити чорних, своїх вірних підданих». Пізніше ці ілюзії зникли.
Колоніальні війська не змогли повністю придушити цей виступ. Озброєні групи колишніх рабів продовжували контролювати сільську місцевість. Іспанія та Велика Британія, які передували в стані конфлікту з Францією, надавали цим групам військову підтримку. Деякі повстанські лідери отримували від іспанців військові звання та нагороди.
Тим часом у Франції скасовано монархію. Республіканська влада скасовує рабство.
29 серпня 1793 року рабство скасовано на півночі Сен-Доменґ, а 4 лютого 1794 року — на всій території колонії.
В умовах війни з Великою Британією та конфлікту з Іспанією керівництво колонії закликає рабів вступати до війська, обіцяючи їм за це волю.

## Туссен Лувертюр
У 1794 році Туссен Лувертюр (фр. Toussaint Louverture), один з командирів повсталих рабів, що отримав від іспанців звання офіцера, переходить на бік французів. Він допомагає їм відбити британську навалу й не тільки вибити іспанців із Сен-Доменґ, а й окупувати іспанську частину острова Гаїті.
Туссен поступово стає фактичним головнокомандувачем французької армії на Сен-Доменґ. У 1796 році французька Директорія надає Туссенові звання генерала.
Талановитий політик, він з часом узурпує владу й фактично створює нову державу зі всіма необхідними інституціями.
Туссен запроваджує систему, за якою більшість колишніх рабів мають залишатися на своїх колишніх плантаціях і продовжувати сільгоспроботи. Це викликає незадоволення частини населення. З іншого боку, деякі мулати, генерали французької армії, протестують проти авторитаризму Туссена. Вони вимушені шукати притулку у Франції.
8 липня 1801 року Туссен скликає асамблею, яку він цілком контролює. Асамблея проголошує широку автономію (але не незалежність) колишньої колонії. Туссена проголошено губернатором на решту життя.

## Французьке вторгнення і війна за незалежність
Взявши владу, Наполеон Бонапарт хоче «навести порядок» у колоніях. Зокрема, він хоче відновити рабство. Проєкт відновлення рабства ретельно приховується від «не-білого» населення колоній. Навпаки, представники уряду поширюють заяви, що всі звільнені раби залишаться вільними. Водночас Франція відправляє війська на Гваделупу й Гаїті. На Гваделупі армія не зустрічає опору. Вона швидко роззброює місцеві збройні сили, складені здебільшого з мулатів і колишніх чорних рабів. Придушивши невеличке повстання, представники Наполеона поновлюють рабство. Мулати позбавлені громадянських прав. До того ж, вони вимушені документально підтвердити, що були вільними до 1789 року. Колишні чорні солдати, що захищали колонію від британців, депортовані до іспанських колоній. Частину з них продано до рабства.
Натомість на Сен-Доменґ Туссен наказує чинити опір інтервентам. Після тривалих боїв повстанці мусять відступити. Туссена заарештовано й депортовано до Франції, де він гине у в'язниці.
Але повстання триває. Його очолює Жан-Жак Дессалін, один з генералів Туссена. Дізнавшись про поновлення рабства на Гваделупі, генерали-мулати, що раніш билися на боці Франції, переходять на бік Дессаліна. Повстанці тримаються на високому рівні організації. Фактично йдеться про війну поміж двома регулярними арміями.
Французький генерал Рошамбо (фр. Rochambeau) застосовує жорстокі методи як до військовополонених, так і до мирного населення. Так, у 1803 році він наказує закопати живцем 500 військовополонених. У відповідь Дессалін вішає 500 полонених французів.
18 листопада 1803 року французи зазнають поразки в битві при Вертьєр (фр. Bataille de Vertières). Рошамбо капітулює. Його війська, разом з частиною білих колоністів, залишають острів.
1 січня 1804 року Гаїті проголошено незалежною республікою. Назва обрана, щоб підкреслити водночас аутентичність країни і її незалежність від Європи, адже за часів Колумба індіанці називали свій острів «Аїті».

## Військові злочини
З перших днів повстання 1791 року і до кінця революції обидві сторони чинили масові страти мирного населення та військовополонених. Деякі ватажки (зокрема Дессалін) наказували вбивати білих «без різниці у віці чи статі», а також деяких чорних та мулатів. Натомість білі війська та волонтери діяли не менш жорстокими методами.. Щодо військовополонених, їх масово вбивали як повстанці, так і французькі війська.